# Send Help
Send Help es una próxima película de terror de supervivencia estadounidense dirigida por Sam Raimi y escrita por Mark Swift y Damian Shannon. Está protagonizada por Rachel McAdams, Chris Pang, Dylan O'Brien y Dennis Haysbert.

## Premisa
Una mujer y su jefe luchan por mantenerse con vida en una isla remota después de un accidente aéreo.

## Reparto
- Rachel McAdams
- Chris Pang
- Dylan O'Brien
- Dennis Haysbert

## Producción
En octubre de 2019, Columbia Pictures anunció que Sam Raimi dirigiría una película de terror sin título con Mark Swift y Damian Shannon escribiendo el guion.  La película más tarde se titularía Send Help, y 20th Century Studios se encargaría de su distribución.  En octubre de 2024, Rachel McAdams entró en negociaciones para protagonizar.  En diciembre, Chris Pang se unió al elenco.  A principios de 2025, Dylan O'Brien y Dennis Haysbert se unieron al elenco, y se confirmó que McAdams protagonizaría la película.   La fotografía principal estaba prevista para comenzar en enero de 2025.   El rodaje finalmente comenzó en febrero, en Sídney, Los Ángeles y Tailandia,  y finalizó el 17 de abril. 

## Estreno
Send Help se lanzará en Estados Unidos el 30 de enero de 2026. 